# Drachmanns hus

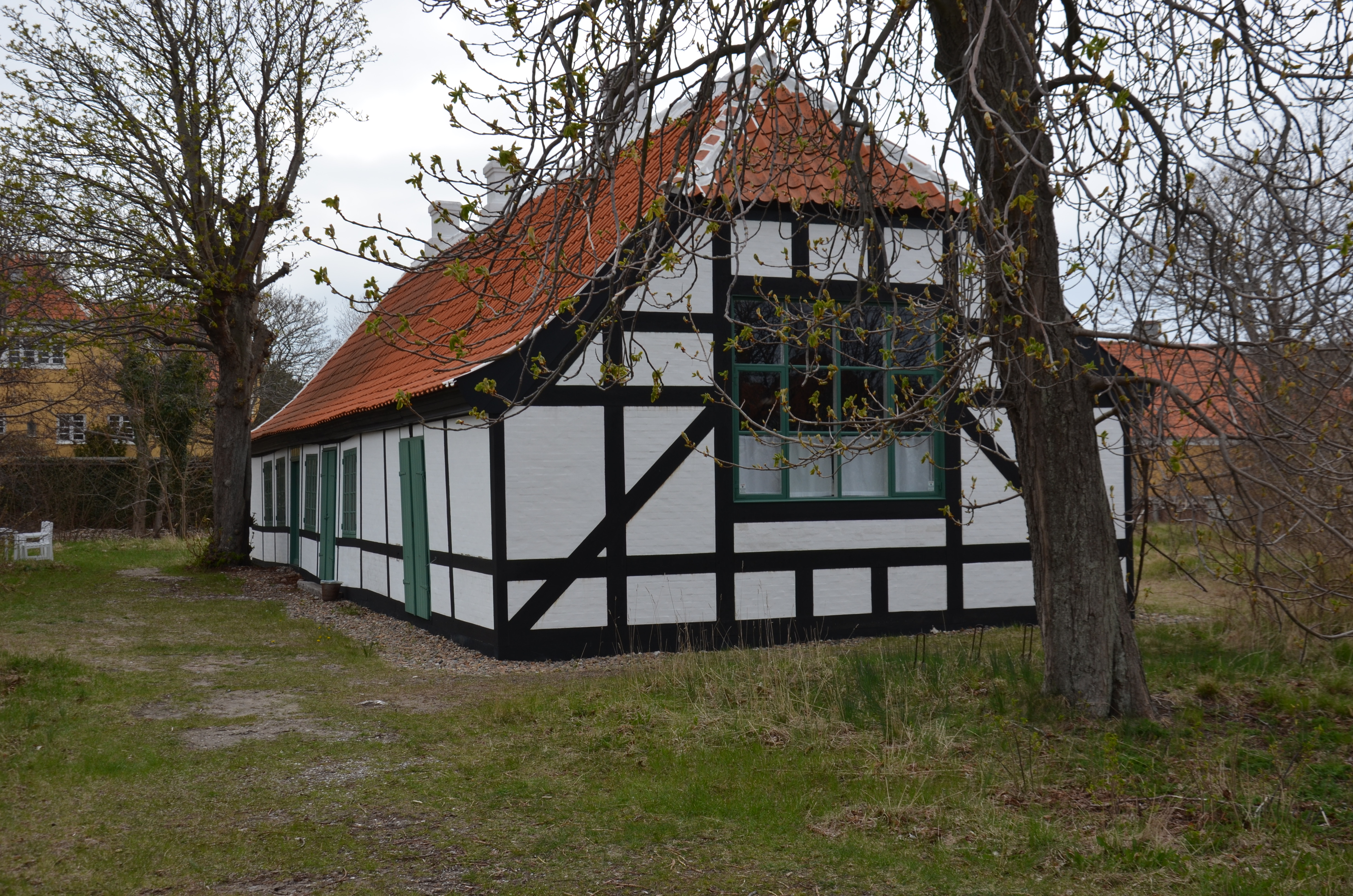
Drachmanns hus

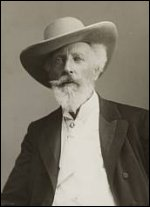
Holger Drachmann

Drachmanns hus; znany także jako Villa Pax – jeden z głównych domów Skagen w północnej Danii. Budynek znajduje się na Hans Baghs Vej, w zachodniej części miasta. Został zbudowany w 1829 r. i obecnie pełni rolę muzeum, które poświęcone zostało pisarzowi, Holgerowi Drachmann. Artysta mieszkał w tym budynku od 1902 r. Na ścianach muzeum można podziwiać ponad 150 rysunków oraz obrazów Drachmanna, a także innych artystów, którzy żyli w tamtym czasie. Holger, decydując się na zakup domu, planował także ślub ze swoją trzecią żoną, Soffi Drachmann z domu Lasson. W 1903 r. para pobrała się, a Drachmann przekazał prawo własności swojej żonie. Mężczyzna był jednym z najpopularniejszych  duńskich poetów pod koniec XIX wieku. Charakteryzował go wysoki wzrost, często ubierał brązowy płaszcz oraz nosił eleganckie kapelusze. Oprócz tego artysta był ceniony w całej Europie. Miał sześcioro dzieci z trzema różnymi kobietami, a ożenił się z dwiema z nich. Choć Drachmann odniósł sukces, to borykał się także z kłopotami finansowymi, więc musiał polegać na życzliwości wydawców. Wnętrze muzeum jest tak samo ekscentryczne jak jego właściciel. Obok mebli norweskich w muzeum można podziwiać pamiątki z licznych podróży, a także pamiątki osobiste. Przyjaciele Drachmanna, para artystów Marie i Peder Severing Krøyer, brali udział podczas dekoracji wnętrza domu, a Marie Krøyer zaprojektowała kilka mebli inspirowanych ruchem Arts & Crafts.